# Cyrrus-Mil
Cyrrus-Mil est un album de bande dessinée, écrit et dessiné par Andreas. Il s’agit de l’intégrale remaniée des deux albums précédemment édités par Les Humanoïdes Associés : Cyrrus (1984) et Mil (1987).

## Résumé
L'histoire de Cyrrus-Mil se déroule à différentes époques, marquées visuellement par l'utilisation de la couleur et du noir-blanc. Le récit débute en 1924. Dans la première partie, le personnage central est Cyrrus Foxe, un jeune et célèbre archéologue. Lors d'un vol en avion en compagnie de son collègue Henderson Bland, il découvre un ensemble géométrique, dont le soleil "rend le dessin visible à une certaine heure". Bland entreprend des fouilles archéologiques, excavant un édifice ancien enfoui sous le sable depuis "mille ans au moins".
La deuxième partie, Mil, débute par la narration d'un vieil homme âgé de 82 ans, nommé Jerome Bachmann.

## Personnages
- Cyrrus Foxe, célèbre archéologue. Il est célèbre pour la découverte d'un temple antique, qu'il a fait transporter et minutieusement reconstruire.
- Jewel Leix, cousine de Cyrrus, fille de Kilkenny Leix.
- Virginia Leix, mère d'un garçon nommé Mil.
- Henderson Bland, archéologue et pilote, ami de Cyrrus. Propriétaire d'un avion.
- Jerome Bachmann, membre d'une troupe d'acteurs, jouant dans des films muets (notamment un film  intitulé "Comme les aiguilles d'une horloge"). Il est également le narrateur, âgé de 82 ans, de l'album Mil.

## Éditions
- Les Humanoïdes Associés, collection « Pied Jaloux », 2 tomes, 1984 et 1987  (ISBN 2-7316-0317-8 et 2-7316-0421-2)
- Delcourt, collection « Conquistador », réédition, 1993. Edition en un volume, "remaniée par l'auteur et augmentée de nouvelles pages"  (ISBN 2-84055-020-2)